# Пітер Нуйтс
Пітер Нуйтс (нар. 1598 — 11 грудня 1655) — голландський дослідник, дипломат і політик.
Пітер Нуйтс був учасником знакової експедиції Голландської Ост-Індської компанії в 1626–27 роках, яка наносила карту південного узбережжя Австралії. У 1627 році він став послом Нідерландів в Японії, і того ж року був призначений губернатором Формози. Пізніше він став суперечливою особистістю через погане виконання службових обов’язків у поєднанні з чутками про приватну необачність. Він був зганьблений, оштрафований і ув'язнений, перш ніж стати цапом-відбувайлом, щоб полегшити напружені відносини Голландії з Японією. Він повернувся до Нідерландської республіки в 1637 році, де став мером Хальстера Амбахта і Гюлста.
Сьогодні його згадують головним чином у топонімах різних точок уздовж узбережжя південної Австралії, названих на його честь після його подорожі 1626–27 років. На початку ХХ століття його ганьбили в японських шкільних підручниках на Тайвані як приклад «типового зарозумілого західного хулігана».

## Раннє життя
Пітер Нуйтс народився в 1598 році в містечку Мідделбург в Зеландії, Голландська республіка, в родині Лоренса Нуйтса, торговця, і його дружини Елізабет Вальрентс, багатих протестантських іммігрантів з Антверпена. Після навчання в Лейденському університеті та здобуття ступеня доктора філософії він повернувся до Мідделбурга, щоб працювати в торговій компанії свого батька.

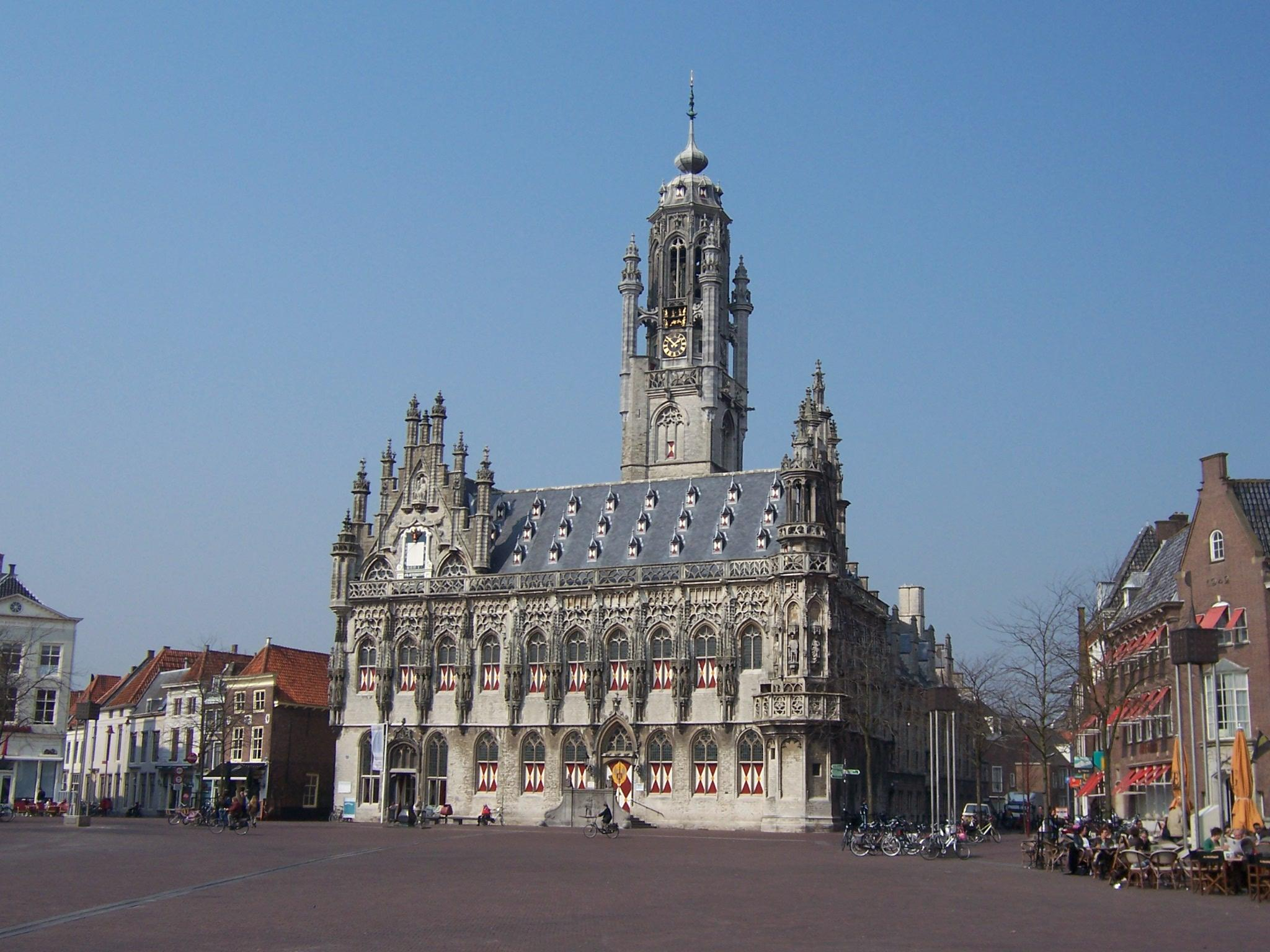
Міська ратуша Мідделбурга XVI століття в 2005 році

Відомо, що в 1613 році Пітер Нуйтс, який перебував у Лейдені з відомим сходознавцем Ерпенієм, зустрівся з марокканським посланником у Нідерландах Аль-Хаджарі. Аль-Хаджарі написав для нього запис у альбомі Пітера Amicorum, де зазначено:
Чудовий молодий чоловік Пітер Ніуціус попросив мене написати щось для нього, тож я йому кажу: Будьте слухняні наказам всемогутнього Бога і не поклоняйтеся нікому, крім нього, і будьте слухняні своїм батькам і смиренні перед ними ...— Запис Аль-Хаджарі в Тритонах' Album Amicorum, Лейден, вересень 11, 1613.
У 1620 році Пітер одружився з Корнелією Жако, також дитиною антверпенських емігрантів, яка народила йому чотирьох дітей — Лоранса (народився близько 1622 року), Пітера (1624) і близнюків Анну Корнелію та Елізабет (1626). У 1626 році він вступив на службу до Голландської Ост-Індської компанії (ГОК) і вважався однією з її висхідних зірок.

## Австралійська експедиція

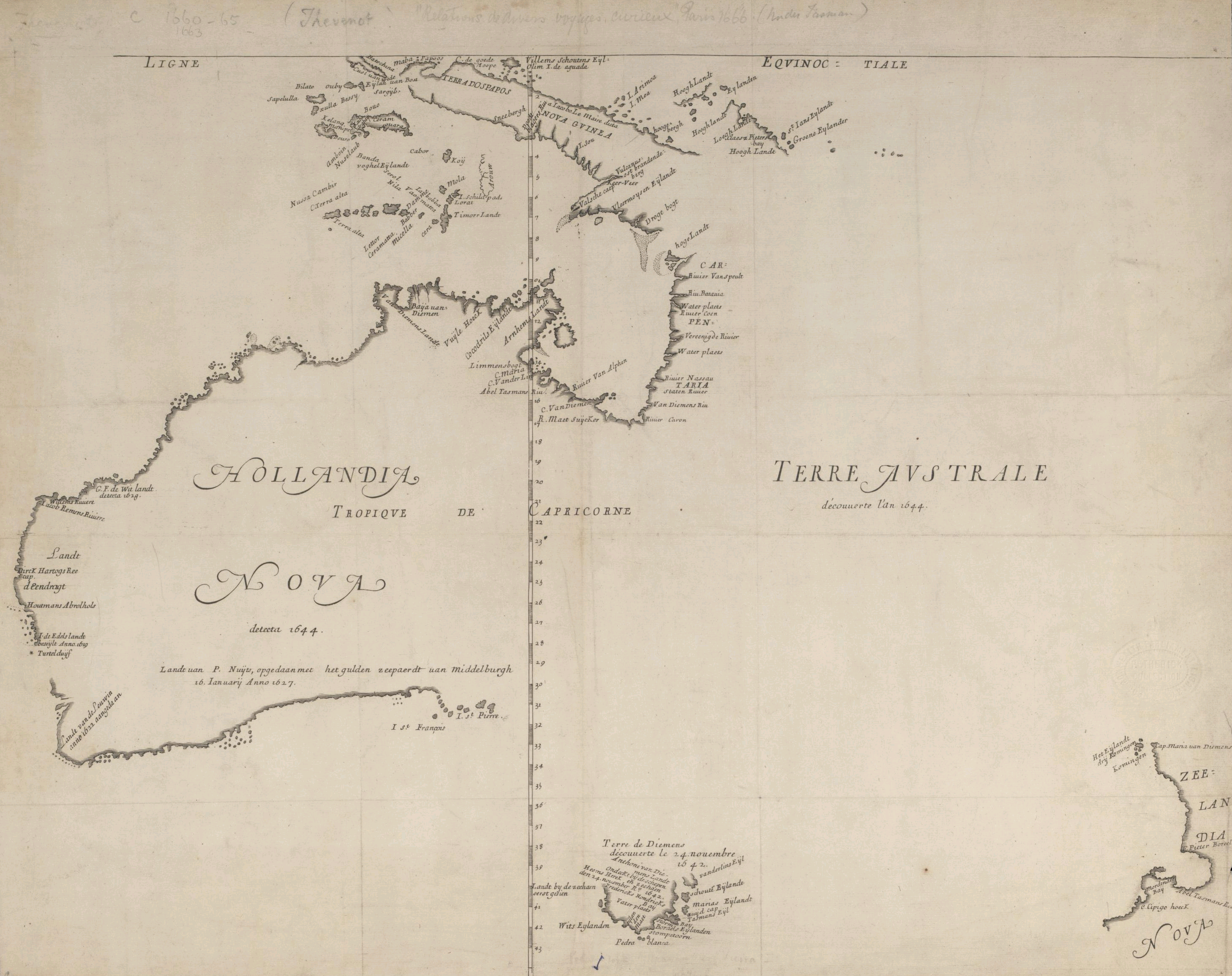
Карта Австралії 1644 року, на якій зображено Земля Пітера Нуйтса внизу ліворуч

11 травня 1626 року корабель ГОК «Ґульден Сіпарт» («Золотий морський коник») вирушив з Амстердама з Нуйтсом і його старшим сином Лоренсом на борту. Відхилившись від стандартного маршруту до штаб-квартири ГОК у східноазійській Батавії, корабель продовжив рух на схід і наніс на карту близько 1500 км південного узбережжя Австралії від Олбані, Західна Австралія, до Седуни, Південна Австралія. Капітан корабля Франсуа Тійссен назвав регіон ′t Landt van Pieter Nuyts (Земля Пітера Нуйтса) на честь Нуйтса, який був найвищим чиновником на кораблі. Сьогодні кілька районів штату Південна Австралія все ще носять його ім'я, наприклад риф Нуйтс, мис Нуйтс і архіпелаг Нуйтс; назви, дані британським мореплавцем і картографом Метью Фліндерсом. Пізніше на його честь також була названа Nuytsia floribunda, різдвяна ялинка Західної Австралії.

## Посол в Японії
10 травня 1627 року, через місяць після завершення своєї австралійської подорожі, Нуйтс був одночасно призначений губернатором Формози (Тайвань) і послом Голландської Ост-Індської компанії в Японії, подорожуючи в цій якості до двору сьогуна Токуґави Іеміцу, правителя Японії. У той же час Хамада Яхеї, японський торговець, що перебув у Нагасакі і часто мав справи на Формозі, привіз групу з шістнадцяти корінних формозян до Японії і змусив їх видати себе за правителів Формози. Його план полягав у тому, щоб формозці надали суверенітет над Тайванем сьогуну, поки Нуйтс перебувавав у Японії, щоб відстоювати претензії конкуруючих голландців на острів. Обом посольствам було відмовлено в аудієнції з сьоґуном (невдача голландців по-різному пояснювалася «зарозумілою поведінкою Нуйтса та витівками його супутників» і «махінаціями Хамади при дворі»).

## Губернатор Формози

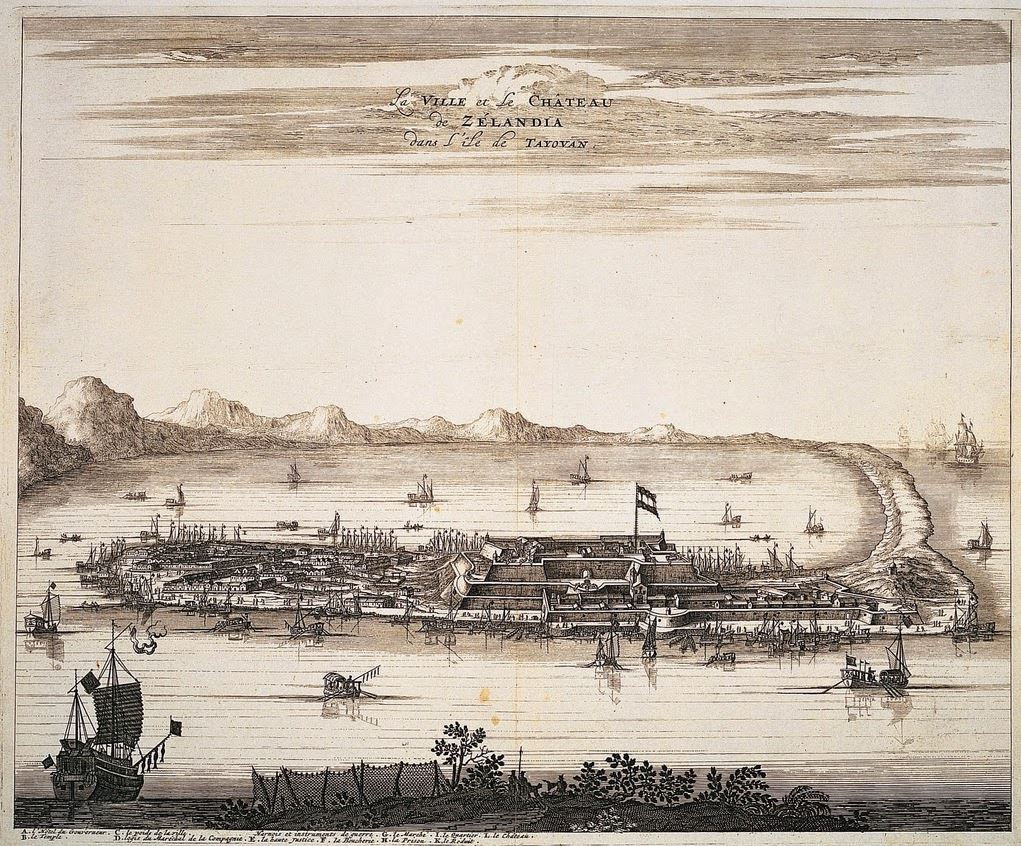
Форт Зеландія, резиденція губернатора на Формозі

Після повернення зі своєї невдалої місії до Японії Нуйтс обійняв посаду третього губернатора Формози з резиденцією у форті Зеландія в Тайюані (сучасний Аньпін). Одна з його перших цілей полягала в тому, щоб змусити голландців відкрити торгівлю в Китаї — те, чого вони уникали з моменту прибуття до Східної Азії на початку XVII століття. Для досягнення цієї мети він взяв у заручники китайського учасника торгових переговорів Чжен Чжилона і відмовлявся звільнити його, доки той не погодиться надати голландцям торгові привілеї. Понад тридцять років потому син Чжена Косінґа поклав край правлінню голландців на Формозі.

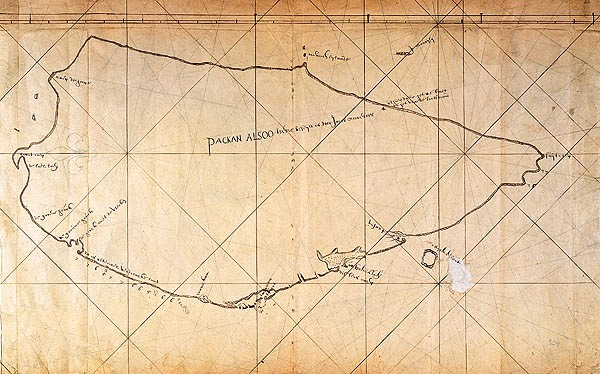
Карта Формози 1625 року

Деяку популярність Нуйтс здобув під час губернаторства тим, що, очевидно, брав тубільних жінок до свого ліжка, а перекладач ховався під ліжком, щоб перекладати його розмову подушкою. Його також звинуватили в отриманні прибутку від приватної торгівлі, що було заборонено правилами компанії. Деякі джерела стверджують, що в цей час він офіційно одружився з корінною тубілкою, але оскільки він все ще перебував у законному шлюбі зі своєю першою дружиною Корнелією, це здається малоймовірним.
Його поводження з корінними жителями Формози також викликало занепокоєння, оскільки жителі Сінкану протиставляли його жорстоке поводження з «щедрою гостинністю японців». Нуйтс був невисокої думки про тубільців, писав, що вони «прості, неосвічені люди, які не знають ні добра, ні зла». У 1629 році він ледве уникнув смерті, коли після святкування в селі тубільців Маттау місцеві жителі скористалися невимушеною та дружньою атмосферою, щоб убити шістдесят голландських солдатів, що стояли поза охороною. Нуйтс врятувався, оскільки він пішов раніше, щоб повернутися до Зеландії. Пізніше цей інцидент був використаний як виправдання кампанії пацифікації 1635–1636 років.
Саме під час перебування Нуйтса на посаді губернатора іспанці встановили свою присутність на Формозі в 1629 році. Він був дуже стурбований таким розвитком подій і написав до Батавії з терміновим запитом на експедицію, щоб витіснити іспанців з їхніх опорних пунктів у Тамсуї та Келанзі. У своєму листі він підкреслив можливість втручання іспанців у голландську діяльність і торгові вигоди, які голландці могли б отримати, захопивши північ острова. Колоніальна влада проігнорувала його запит і не вжила жодних заходів проти іспанців до 1641 року.

### Криза заручників

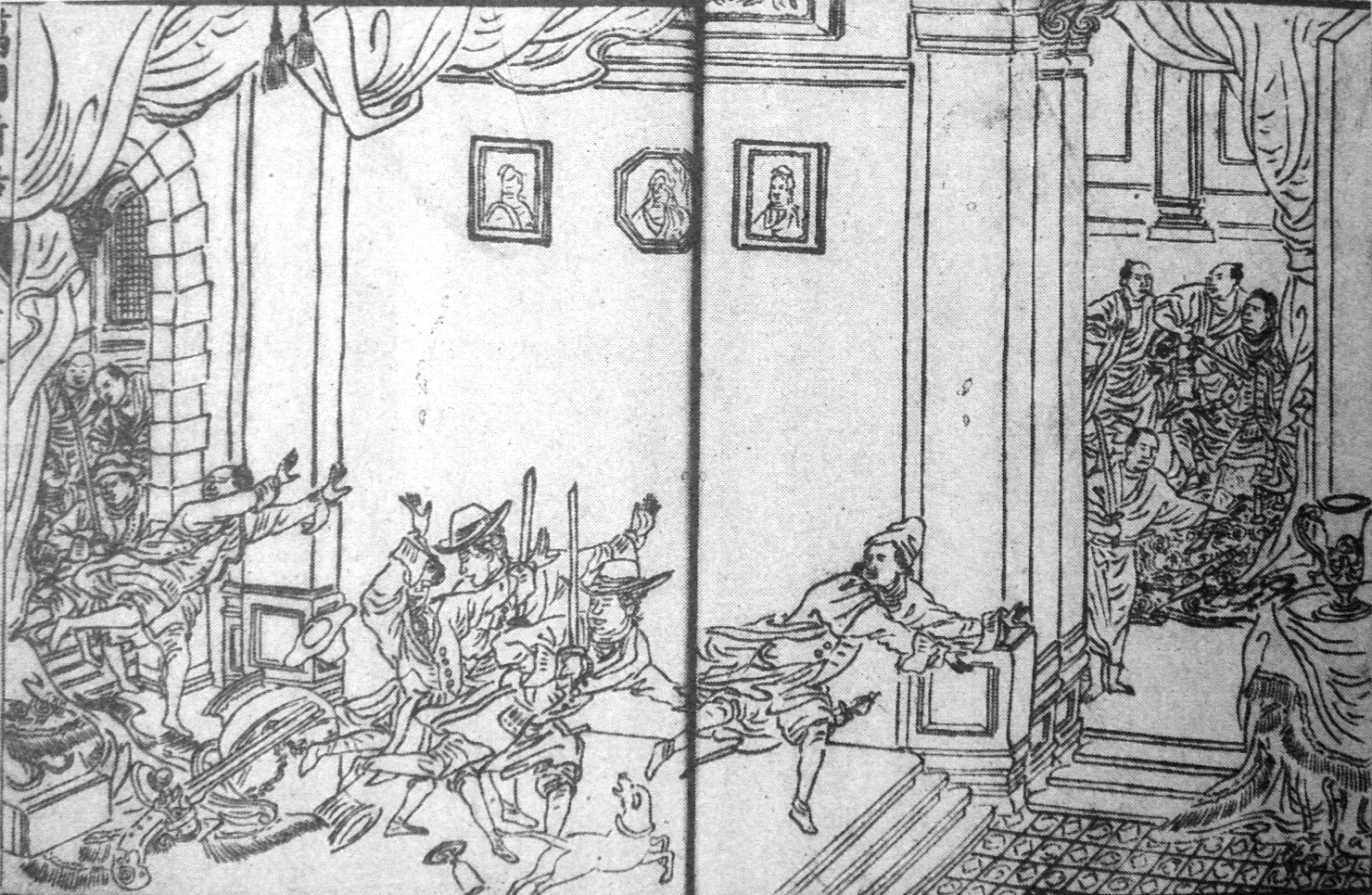
Захоплення Пітера Нуйтса (верхній правий кут) японцями

І без того неспокійні відносини з японськими купцями в Тайюані погіршилися в 1628 році, коли напруга виросла. Торговці, які торгували на Тайвані задовго до заснування голландської колонії, відмовилися платити голландські мита, стягувані за ведення бізнесу в цьому районі, що вони вважали несправедливим. Нуйтс помстився тому самому Хамаді Яхеї, якого він звинувачував у тому, що він спричинив провал японського посольства, конфіскував його кораблі та зброю до сплати мита. Однак японці все одно не були схильні платити податки, і справа дійшла до межі, коли Хамада взяв Нуйтса в заручники під погрозою ножа у власному офісі. Вимоги Хамади полягали в поверненні їхніх кораблів і майна, а також у безпечному проході для повернення до Японії. Ці прохання були задоволені Радою Формози (правлячий орган голландської Формози), і сина Нуйтса Лоренса було доставлено назад до Японії як одного з шести голландських заручників. Лоренс помер у в'язниці Омура 29 грудня 1631 року. Під час японської епохи на Тайвані (1895–1945) шкільні підручники історії переказували захоплення заручників як Nuyts Incident (яп. ヌィッチ事件, noitsu jiken), зображуючи голландця як «типового зарозумілого західного хулігана, який нехтував торговими правами Японії та наступав на права корінних мешканців».

## Екстрадиція до Японії
Голландці дуже хотіли відновити прибуткову торгівлю з Японією, яка була припинена внаслідок суперечки між Нуйтсом і Хамадою за вказівкою японської влади в Едо. Усі їхні звернення до японського суду зазнали невдачі, поки вони не вирішили видати Пітера Нуйтса до Японії, щоб сьогун покарав його на свій розсуд. Це був безпрецедентний крок, який вказував як на крайнє невдоволення офіційних осіб Нуйтсом у голландській ієрархії, так і на сильне бажання відновити японську торгівлю. Це також демонструє відносну слабкість голландців у протистоянні з могутніми державами Східної Азії, такими як Японія, і нещодавня історіографія припускає, що голландці покладалися на милість цих держав, щоб зберегти свої позиції.
Ступінь роздратування, яке він завдав голландській владі, можна оцінити за змістом листа генерал-губернатора ГОК Ентоні ван Дімена до штаб-квартири ГОК в Амстердамі в 1636 році, в якому висловлювалося його занепокоєння щодо планів відправити високооплачуваного адвоката до Батавії, щоб скласти правовий кодекс:
Цікаво, чи не надають ці високоінтелектуальні люди більше ведмежих послуг, ніж послуг у цих кварталах, свідчать випадки Мартінуса Сонка, Пітера Нуйтса, Пітера Влака, Антоніо ван ден Хойвела та інших, які звикли до великої шкоди Компанії ... Компанія може залучати кращі ресурси від досвідчених, пильних торговців із пильним розумом.— Антоні ван Дімен
Нуйтс утримувався японцями під домашнім арештом з 1632 по 1636 рік, коли його звільнили та відправили назад до Батавії. Протягом цього періоду він проводив час, збираючи свою колекцію класичних латинських текстів таких письменників, як Цицерон, Сенека та Тацит, для написання трактатів на такі теми, як слон і дельта Нілу, вправи, які були розроблені, щоб продемонструвати риторичне чуття та високий стиль. Він також ще більше дратував голландську владу, витрачаючи щедрі суми на одяг і їжу, речі, за які ГОК повинен був платити рахунок.
У 1636 році Нуйтса було звільнено з полон, швидше за все, завдяки зусиллям Франсуа Карона, який знав Нуйтса, оскільки він був його перекладачем під час невдалого японського посольства в 1627 році. Після повернення з Японії Нуйтс був оштрафований ГОК, а потім був безчесно звільнений з компанії та відправлений назад до Нідерландів.

## Повернення до Голландської Республіки

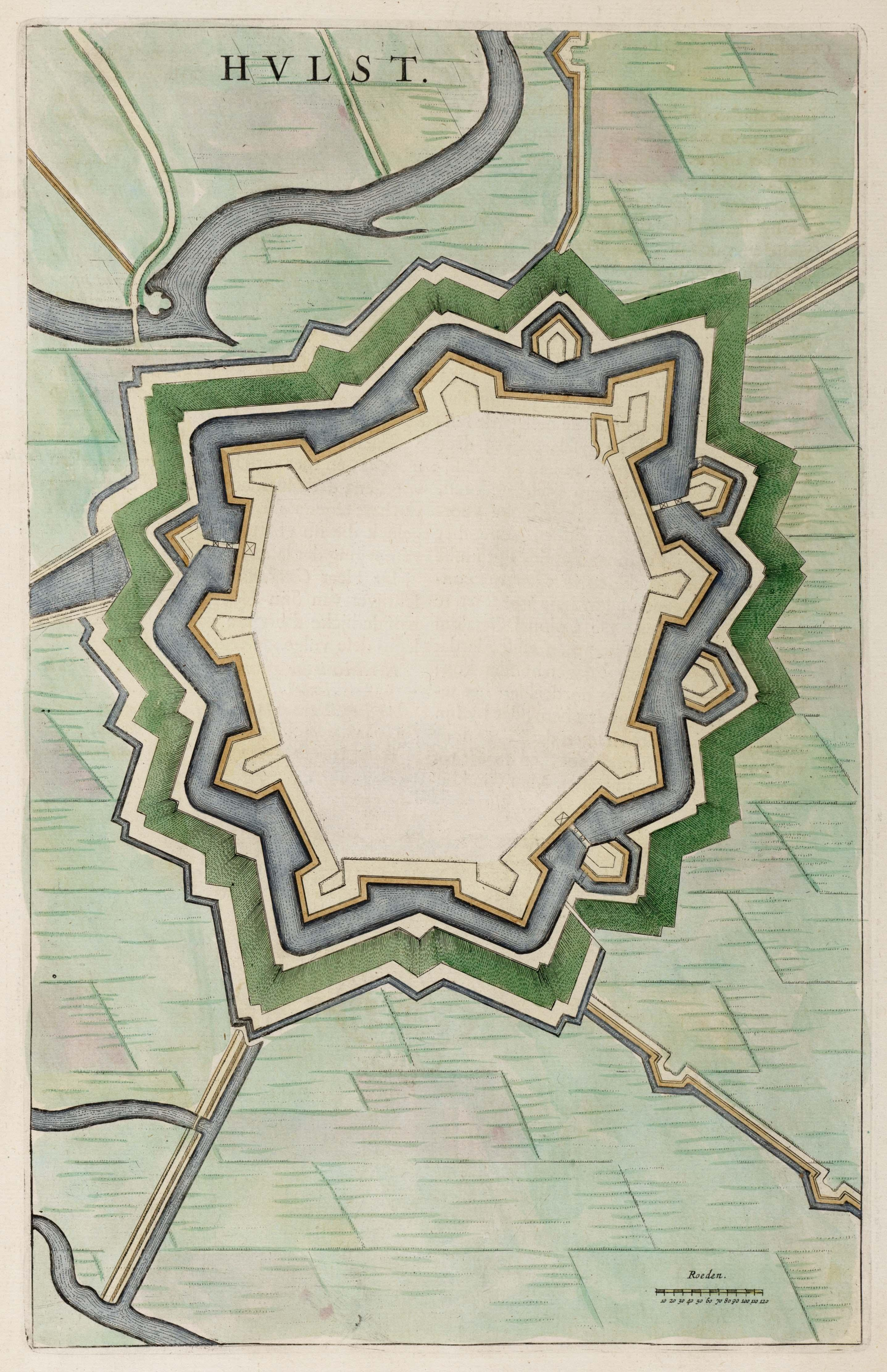
Укріплення Гюлста 1649 року

Повернувшись на батьківщину, він спершу повернувся до свого міста Мідделбурга, перш ніж розпочати кар’єру місцевого адміністратора в Зеландській Фландрії та оселитися в Гюлсті незабаром після того, як місто було відібрано в іспанців у 1645 році. Згодом він тричі став мером Хальстера Амбахта і двічі мером Гюлста. Завдяки потужним союзникам у Мідделбурзькій палаті ГОК він зміг успішно оскаржити скасування накладених на нього штрафів, і гроші були повернуті. У 1640 році він одружився з Анною ван Дріель, яка померла того ж року, народжуючи третього сина Нуйтса, якого також звали Пітер. У 1649 році він одружився зі своєю третьою (або, можливо, четвертою) і останньою дружиною Агнес Граньє, яка пережила його.

### Смерть
Нуйтс помер 11 грудня 1655 року і був похований на цвинтарі в Гюлсті. Надгробок стояв до 1983 року, коли його знищили під час ремонту церкви. Після його похорону виявилося, що він зібрав більше податків зі своїх маєтків, ніж передав владі; його син Пітер зрештою повернув борги свого батька. Це був молодший Пітер, який також організував посмертну публікацію трактату свого батька Lof des Elephants у 1670 році — єдина відома копія якого все ще існує в Королівській бібліотеці у Гаазі.

## Подальше читання
- Leupe, P.A. (1853). Stukken Betrekkelijk Pieter Nuyts, Gouverneur van Taqueran 1631–1634 (нід.).

## Зовнішні посилання
- Біографія Flinders Ranges Research